# Балабанівський ліс
Балаба́нівський ліс — заповідне урочище, яке Рішенням Вінницького облвиконкому № 580 від 29 грудня 1979 р. занесене до Реєстру природно-заповідних об'єктів Вінницької області..

## Місцезнаходження
Заповідне урочище розташоване між селами Гоноратка та Богданівка в Оратівському лісництві: кв. 35 діл. 6. і знаходиться у користуванні ДП "Іллінецьке лісове господарство". Природоохоронний об'єкт знаходиться на землях колишньої Балабанівської сільської ради. Його площа становить 20 га.

## Опис
Урочище представлене високопродуктивними штучно створеними насадженнями дуба черешчатого з домішками дуба червоного. Вік насаджень сягає 75 років.
За фізико-географічним районуванням України ця територія належить до Плисківсько-Оратівського району  Центральної області Придніпровської височини Дністровсько-Дніпровської лісостепової провінції Лісостепової зони.
Характерною для цієї ділянки є сильнорозчленована лесова рівнина з чорноземними ґрунтами і грабовими дібровами. З геоморфологічної точки зору описувана територія являє собою підвищену сильнорозчленовану лесову рівнину прильодовикової області.
Клімат території є помірно континентальним. Для нього характерне тривале, нежарке літо, і порівняно недовга, м'яка зима. Середня температура січня становить -6,5°... -6°С, липня +19°...+19,5°С. Річна кількість опадів
складає 500-525 мм.
За геоботанічним районуванням України ця територія належить до Європейської широколистяної області, Подільсько-Бесарабської провінції, Вінницького (Центральноподільського) округу.
Дане  урочище  представляє  собою  окрему  ділянку високопродуктивних штучно створених культур дуба звичайного з домішкою дуба червоного. Вік змішаних деревостанів досягає 80 років. 
Необхідно відмітити, що дуб червоний знаходиться тут на межі свого віку, що значить скоре його всихання і розкладу деревостану. В травостої даних у групувань переважають види неморального широкотрав'я, а саме: яглиця  звичайна, зірочник лісовий, копитняк європейський, розхідник плющевидний, глуха кропива крапчата, маренка пахуча, герань темна, підлісник європейський, проліска багаторічна, мерінгія трижилкова, фіалки пахуча, Рейхенбаха, собача, дивна.